# Cianorte
Cianorte ist eine brasilianische Gemeinde im Nordwesten des Bundesstaates Paraná. Laut IBGE-Schätzungen für das Jahr 2021 beläuft sich die Einwohnerzahl auf 84.980 Personen.

## Etymologie
Der Name wurde zu Ehren des Landerschließungsunternehmens Companhia Melhoramentos Norte do Paraná (CMNP) gebildet: Cia (von Companhia) und norte (von Norte do Paraná).

## Geschichte

### Wiederbesiedlung und Stadtgründung
In den 1950er Jahren begann die Besiedlung des Nordens und Nordostens von Paraná. Das Gebiet zog Pioniere vor allem aus dem Landesinneren von São Paulo und Minas Gerais an. Sie kamen in großen Wellen, motiviert durch die Hoffnung auf Wohlstand und eine bessere Zukunft, die durch die Nachricht verbreitet wurde, dass die Region ein wahres Eldorado purpurner und fruchtbarer Böden sei.
Die Stadtplanung der CMNP wurde durch das Projekt von Ebenezer Howard mit seiner Gartenstadt inspiriert.
Bis in die 1970er Jahre hinein war der Kaffee die Grundlage für die Wirtschaft der Gemeinde, doch am Ende des Jahrzehnts änderten strenge Fröste und Änderungen in der nationalen Wirtschaftspolitik, die den Kaffeesektor drastisch beeinträchtigten, den Lauf der Geschichte. Wie die anderen Städte der Region war auch Cianorte mit Arbeitslosigkeit und Landflucht konfrontiert, ließ sich aber nicht entmutigen. Der Pioniergeist und Tatendrang der Menschen sah in der Krise eine Herausforderung und neue Chancen.

### Industrialisierung
Auf der Suche nach Alternativen, um das Entwicklungstempo aufrechtzuerhalten, entdeckte Cianorte seine Berufung für den Bekleidungssektor und setzte auf die Industrialisierung. Geschäftsleute, Händler und ehemalige Landwirte begannen, in Maschinen zu investieren, Fabriken zu bauen und Arbeitskräfte für das neue Gewerbe zu suchen. Aus Sorge um die Qualität der hergestellten Kleidungsstücke suchte die Stadtverwaltung in Zusammenarbeit mit den Vertretern der Branche nach technischer Unterstützung und spezialisierten Ausbildern. Dies führte dazu, dass mehrere Ausbildungsgänge zur Verbesserung und Qualifizierung der Arbeitskräfte in der Stadt eingerichtet wurden.
Die Bemühungen um Verbesserungen bei der Produktion von Qualitätsprodukten führten zu einer schnellen Entwicklung. In kurzer Zeit entwickelte sich Cianorte zum größten Großhandelszentrum im Süden des Landes und wurde als Hauptstadt der Kleidung (Capital nacional do Vestuário) bekannt.
Das breit gefächerte Angebot an beruflichen Möglichkeiten, das durch den wirtschaftlichen Aufschwung der Gemeinde in den letzten Jahren entstanden ist, hat ganze Familien aus kleinen Städten der Region und aus anderen Staaten angezogen, was auch den Wohnungsbau angekurbelt hat. Allein von 2007 bis 2008 wurden in der Gemeinde drei neue Wohnbaugebiete ausgewiesen. Eine zunehmende Zahl von Freiberuflern wie Anwälten, Zahnärzten, Ärzten verschiedener Fachrichtungen, Lehrern, Designern, Architekten, Steuerberatern und vielen anderen haben die Stadt als Arbeitsort gewählt.

### Erhebung zum Munizip
Die Stadt wurde durch das Staatsgesetz Nr. 2412 vom 13. Juli 1953 am 26. Juli 1953 aus Peabiru ausgegliedert und in den Rang eines Munizips erhoben. Sie wurde am 15. Dezember 1953 Munizip installiert.

## Geografie

### Fläche und Lage
Cianorte liegt auf dem Terceiro Planalto Paranaense (der Dritten oder Guarapuava-Hochebene von Paraná) zwischen den Flüssen Ivaí und Piquiri. Seine Fläche beträgt 812 km². Es liegt auf einer Höhe von 538 Metern.
Die Gemeinde liegt auf dem Terceiro Planalto Paranaense (der dritten paranaische Hochebene) auf einer Höhe von 530 Metern zwischen den Flüssen Ivaí und Piquiri. Sie hat eine Fläche von 812 km².

### Klima
In Cianorte ist das Klima gemäßigt warm. Es gibt das ganze Jahr über deutliche Niederschläge (1727 mm pro Jahr). Selbst der trockenste Monat weist noch hohe Niederschlagsmengen auf. Die Klassifikation des Klimas nach Köppen und Geiger lautet Cfa. Die Jahresdurchschnittstemperatur liegt bei 21,9 °C.

### Gewässer
Zwei größere Zuflüsse des Ivaí fließen in nördlicher Richtung durch die Gemeinde. Der Rio dos Índios mit 106 km Länge und 32 Zuflüssen bildet die westliche Grenze des Munizips. Die östliche Grenze wird durch den Rio Ligeiro bestimmt.

### Straßen
Cianorte liegt an der PR-272 von Iporã im Westen nach Maringá im Nordosten. Im Süden des Munizips verläuft auf der Wasserscheide zwischen den Flusssystemen des Ivaí und des Piquirí die BR-487 (Rodovia Boiadeira) von Ponta Grossa nach Icaraíma am Paraná.

### Nachbarmunizipien
| Indianopolis      | São Tomé                                    | Jussara |
| Tapejara          | Kompassrose, die auf Nachbargemeinden zeigt |         |
| Tuneiras do Oeste | Araruna                                     |         |

## Demografie

### Bevölkerungsentwicklung
Quelle: IBGE (2011)
| Jahr | Einwohner | Stadt  | Land   |
| 1960 | 53.658    | 8.480  | 45.178 |
| 1970 | 52.532    | 23.540 | 28.992 |
| 1980 | 48.801    | 28.810 | 19.991 |
| 1991 | 49.846    | 37.850 | 11.996 |
| 2000 | 57.401    | 49.644 | 7.757  |
| 2010 | 69.958    | 62.282 | 7.676  |
| 2021 | 84.980    | -      | -      |

### Ethnische Zusammensetzung
Ethnische Gruppen nach der statistischen Einteilung des IBGE (Stand: 1991, 2000 und 2010)
| Gruppe*     | 1991   | 2000   | 2010   | |
| Weiße       | 36.862 | 45.170 | 51.124 | wer sich als „weiß“ erklärt                                                                                     |
| Schwarze    | 1.263  | 1.220  | 1.850  | wer sich als „schwarz“ erklärt                                                                                  |
| Gelbe       | 722    | 417    | 708    | Personen fernöstlicher Herkunft wie japanisch, chinesisch, koreanisch etc.                                      |
| Braune      | 10.979 | 10.336 | 16.268 | wer sich als „braun“ erklärt oder wer sich mit einer Mischung von zwei oder mehr der fünf Gruppen identifiziert |
| Indigene    | 20     | 88     | 8      | wer sich als Ureinwohner oder Indio erklärt                                                                     |
| ohne Angabe | -      | 170    | -      | |
| Gesamt      | 49.846 | 57.401 | 69.958 | |

*) Das IBGE verwendet für Volkszählungen seit 1991 ausschließlich diese fünf Gruppen. Die Gruppenzugehörigkeit wird bei der Befragung vom Einwohner selbst festgelegt. Das IBGE verzichtet bewusst auf Erläuterungen.

## Wirtschaft
Heute sind in der Bekleidungsindustrie von Cianorte mehr als 450 Unternehmen mit 600 Marken tätig. Sie beschäftigt mehr als 15.000 Menschen (von fünf Einwohnern von Cianorte arbeiten zwei in der Bekleidungsbranche). Sie umfasst auch ine Reihe paralleler Sektoren wie Zuschnitt und Nähen, Stickerei, Wäscherei und Modekurse, die etwa 30.000 indirekte Arbeitsplätze schaffen. In Cianorte wird auch die größte Bekleidungsmesse im Süden des Landes veranstaltet: Expovest. Der Anteil der Industrie am BIP der Gemeinde beträgt 44 %, während der Handels- und Dienstleistungssektor 38 % ausmacht. Nur noch 17,4 % entfallen auf die Landwirtschaft.
Mit der Konsolidierung der Bekleidungsindustrie entstanden in der Stadt große Großhandelszentren wie Einkaufszentren und die Fashion Street, die täglich von Hunderten von Käufern aus allen Teilen Brasiliens besucht werden. Heute umfasst der Industriepark in Cianorte, der in den 1950er Jahren mit einer Fabrik für alkoholfreie Getränke begann, neben der Bekleidungsindustrie auch Unternehmen aus den verschiedensten Bereichen wie Metallurgie, Saitenfabriken, Recycling, Kunststoffverpackungen, Möbel und Stoffverwertung. Hinzu kommt der Lebensmittelsektor mit der Herstellung von Konserven, Süßigkeiten, Getränken (Softdrinks) und Wurstwaren sowie eine starke Aktivität im Geflügel-, Fleisch- und Milchsektor mit Produkten, die allmählich den brasilianischen Markt erobern.
Cianorte verfügt über ein Industriegebiet, einen Industriepark und eine Industriezone mit 875 Betrieben. Cianorte zeichnete sich eher dadurch aus, dass es mehrere Unternehmen in der Bekleidungsbranche hat, insgesamt gibt es heute mehr als 550 landesweit bekannte Marken.

## Stadtverwaltung
- Bürgermeister: Marco Antônio Franzato – 2021–2024

## Kultur und Sehenswürdigkeiten

### Kirchen
Cianorte hat 6 Kirchengemeinden und mehrere Kapellen:
- Pfarrkirche Sagrada Família.
- Pfarrkirche Santa Rita de Cássia.
- Pfarrkirche São Vicente de Paula.
- Pfarrkirche Sagrado Coração de Jesus.
- Pfarrkirche São Lourenço.
- Santuário Eucarístico Diocesano de Nossa Senhora de Fátima.

### ParkGrüner Gürtel
Der am 22. April 2000 durch das Gemeindegesetz Nr. 2.067 geschaffene Park Cinturão Verde ist ein 423 Hektar großer subtropischer Regenwald  der Mata Atlântica, der die gesamte Stadt umgibt und wilde Tiere wie Affen, Nasenbären, Schlangen, Igel, Eidechsen, Vögel, Ameisenbären und Ozelots beherbergt. Der Park wird von zwei Wanderwegen durchquert: da peroba und do fantasminha.

### Sport
Der Cianorte Futebol Clube nimmt an der Staatsmeisterschaft von Paraná teil.

## Medien, Bildung, Wissenschaft und Forschung

### Medien
Die Stadt hat acht Radiosender (Rádio Porta Voz AM, Rádio Capital AM, Rádio Cianorte FM, Olga FM, Música FM, Voz FM - comunitária, Moda FM - comunitária und Massa FM) und drei lokale Fernsehstationen (TV Cinturão Verde, Tochter der TV Cultura, TV Cianorte, Kanal von Net Cabo und RPC TV Paranavaí, Tochter von Rede Globo mit Büro und Reporterteam in Cianorte). Es gibt zwei Tages- und zwei Wochenzeitungen (täglich: Tribuna de Cianorte und Folha Regional de Cianorte, wöchentlich: Cianotícias und Jornal de Cianorte).

### Bildung
Cianorte stärkt seine Position als regionales Zentrum und beherbergt heute einen Campus der Staatlichen Universität von Maringá (UEM) und einen weiteren der Universität von Paraná (Unipar).